# محوطه یوژاندر ۲
محوطه یوژاندر ۲ مربوط به دوره ساسانیان - سده‌های اولیه دوران‌های تاریخی پس از اسلام است و در شهرستان دره‌شهر، بخش مرکزی، دهستان ارمو، ۱/۴ کیلومتری جنوب غرب روستای کل سفید واقع شده و این اثر در تاریخ ۲۶ دی ۱۳۸۶ با شمارهٔ ثبت ۲۰۶۴۲ به‌عنوان یکی از آثار ملی ایران به ثبت رسیده‌است.